# Ахмад-хаджи Годоберинский
Ахме́д Магомедрасу́лович Иса́ев, более известный как Ахмад-хаджи Годоберинский (годоб. АхIмади МахIамерасуллIи ваша ГIисаев; 1 сентября 1959, Годобери, Ботлихский район, ДАССР, РСФСР, СССР) — дагестанский учёный-богослов, ректор Исламского университета им. А. Юсупова города Хасавюрт. Доктор исламских наук (2020).

## Биография
По национальности — годоберинец. Родился 1 сентября 1959 года в селе Годобери Ботлихского района Дагестанской АССР в многодетной семье и был младшим ребёнком. 
Его отец Магомедрасул работал бухгалтером в местной сельской школе. Уволившись с работы, в 1974 году вместе со своим сыном Ахмадом, который тогда успел окончить 7 классов, он выехал в город Хасавюрт для получения исламских знаний. Уже там Ахмад-хаджи окончил Хасавюртовскую школу № 7, параллельно вместе с этим изучая шариатские науки. В местном подпольном медресе он с 1974 по 1978 год учился у своего первого муалима — Дарбиша Дарбишева. После он сам начал там преподавать.
В 1978 году по призыву КГБ Ахмад ушёл служить в армию. После двухлетней службы был демобилизирован и продолжил обучение.
В 1982 году создал семью в родном селе. Выезжал на заработки в Туркменистан, чтобы прокормить свою семью. 
Дважды побывал в Дамаске, столице Сирии, на курсах повышении квалификации – в 1994 и 2010 годах. Окончил богословскую аспирантуру Суданского университета в Дамаске в 2011—2012 годах и там же защитил кандидатскую диссертацию в 2018 году. В 2020 году Ахмад-хаджи стал доктором исламских наук. 
В 2022 году муфтий Дагестана Ахмад Абдуллаев назначил его руководителем отдела фетв. 
3 сентября 2024 года Ахмад-хаджи покинул Муфтият РД. 

## Книги
- Иршадуль авам иля фикхи дини халикиль анам = Наставление простого народа пониманию религии Создателя / Ахмад-хаджи Исаев (Годоберинский). - Махачкала: Рисалат, 2019.
- Хадж и умра / Ахмад-хаджи Исаев (Годоберинский) ; Муфтият Республики Дагестан, [Отдел науки и образования Муфтията РД]. - 1-е изд. - Махачкала : Муфтият РД, 2020.
- Сборник фетв : богословско-правовые решения отдела фетв / [Муфтият Республики Дагестан, Отдел науки и образования Муфтията РД ; редакционнный совет: Исаев А. М. и др.]. - Махачкала : Муфтият РД, 2020.
- Сборник фетв : богословско-правовые решения отдела фетв / Муфтият Республики Дагестан, Отдел науки и образования Муфтията РД ; редакционный совет: Исаев А. М. [и др.]. - 2-е изд. - Махачкала : [б. и.], 2021[8].